# Hermannia pacifica
Hermannia pacifica är en kvalsterart som först beskrevs av Hammer 1972.  Hermannia pacifica ingår i släktet Hermannia och familjen Hermanniidae. Inga underarter finns listade i Catalogue of Life.